# Mariano Rampolla
Mariano Rampolla del Tindaro (17. kolovoza 1843. – 16. prosinca 1913.) bio je talijanski prelat Rimokatoličke Crkve i kardinal. Bio je posljednji kardinal koji je prigodom izbora za papu uložio veto kao jus exclusivae katoličkih monarha.
Godine 1887. imenovan je kardinalom.